# Cirratulus dillonensis
Cirratulus dillonensis är en ringmaskart som beskrevs av Blake in Blake, Hilbig och Scott 1996. Cirratulus dillonensis ingår i släktet Cirratulus och familjen Cirratulidae. Inga underarter finns listade i Catalogue of Life.